# 건강스튜디오 21
《건강스튜디오 21》은 ITV 인천방송에서 방송되었던 건강정보 프로그램이다.